# Ciments Vigier
La Fabrique de ciment Vigier, à Péry, été fondée en 1890 par Georgine Vigier, veuve de Robert Vigier. En 2021, l’entreprise, qui fait partie du groupe Vicat, occupe 750 collaborateurs et produit plus de 500 000 tonnes de ciment par an.

## Chronologie
- 1871 Robert Vigier produit à Luterbach (SO) du ciment Portland. Il est le premier à le faire en Suisse.
- 1884 Création de l'entreprise Vigier Cement AG à Deitingen[2]
- 1890 La cimenterie de Luterbach installe une succursale dans la cluse de Reuchenette pour profiter de la proximité du calcaire et de la marne présents de la chaîne du Jura
- 1897 Vigier renforce ses installations de production par de nouvelles machines mues par l’électricité.
- 1910 Création du cartel des ciments Portland
- 1994 Un glissement de terrain empêche l'exploitation à long terme du nouveau site d'extraction de Châtel, dans la cluse de Rondchâtel.
- 1995 Le statut de succursale est changé en société anonyme sous le nom de Ciment Vigier SA. William A. de Vigier siège au Conseil d'administration.
- 2000 Ciments Vigier SA reprend les activités cimentières de la société Brodtbeck SA Lausen.
- 2001 Vigier est racheté par le groupe français Vicat.
- 2002 La cimenterie exploite une nouvelle carrière au lieu-dit « La Tscharner », sur le territoire communal de La Heutte.
- 2011 Acquisition de la société Beton AG Basel.